# Unité de surface
Une unité de surface, ou unité d'aire est une unité de mesure des aires. L'unité de surface du Système international est le mètre carré, de symbole m2.
- Dans la Rome antique, sous l'Ancien Régime en France et aujourd'hui encore au Royaume-Uni et dans divers autres pays, on a utilisé et on utilise des unités spécifiques et le carré d'unités de longueur spécifiques.
- Dans la plupart des sciences comme dans la vie courante, on utilise aujourd'hui l'unité du Système international (le mètre carré), ses multiples (surtout le kilomètre carré, de symbole km2) et ses sous-multiples (surtout le centimètre carré et le millimètre carré, de symboles cm2 et mm2) : 1 km2 = 106 m2, 1 cm2 = 10−4 m2, 1 mm2 = 10−6 m2.
  - En physique nucléaire on utilise aussi le barn (de symbole b), et en physique théorique la surface de Planck (de symbole sP) : 1 b = 10−28 m2, 1 sP = 2,611 5 × 10−70 m2.
- En géographie, en aménagement du territoire et pour l'agriculture, on utilise le kilomètre carré (km2) mais aussi l'hectare, l'are et le centiare, de symboles ha, a et ca : 1 km2 = 106 m2, 1 ha = 104 m2, 1 a = 102 m2, 1 ca = 1 m2.